# Intentionnalité
Pour l’article ayant un titre homophone, voir intensionnalité.
Dans la philosophie contemporaine, en particulier dans les contextes de la phénoménologie et de la philosophie de l'esprit, l'intentionnalité (on trouve parfois aussi « intentionalité ») désigne la propriété pour un état mental de viser un objet ou, dit autrement, d'être « à propos de quelque chose » ou de « contenir quelque chose à titre d'objet ». Le petit Dictionnaire de la philosophie de Larousse donne la définition suivante : « relation active de l'esprit à un objet quelconque ». Les pensées, les croyances, les désirs et les perceptions sont des exemples typiques d'états mentaux intentionnels.
Issu d'Aristote et de la philosophie médiévale, le concept d'intentionnalité est devenu une notion fondamentale en philosophie avec le philosophe et psychologue autrichien Franz Brentano, à la fin du XIXe siècle. C'est lui qui a élevé l'intentionnalité au statut de caractéristique centrale de l'esprit, en la qualifiant de « signature mentale ». Dans sa perspective, tout état psychique possède une intentionnalité, c'est-à-dire qu'il englobe quelque chose en tant qu'objet, bien que la manière dont cela se manifeste varie en fonction du type d'état en question. Au cours du XXe siècle, cette idée est reprise aussi bien par la phénoménologie qu'au sein de la philosophie analytique.
En philosophie de l'esprit, la problématique de l'intentionnalité est généralement reliée, bien que de façon controversée, à celle de la conscience. La notion y est souvent équivalente à celle de représentation mentale. 

## Histoire du concept
Au Moyen Âge, Thomas d'Aquin comprend cette relation « comme la partie d'une disposition à agir [...] elle n'aurait pas véritablement un objet. Parler d'intentionnalité  revient à insister sur l'une des spécificités du comportement humain : il est rationnel parce que les actions humaines sont réfléchies et donc responsables ». Les philosophes médiévaux l'ont utilisé non pas pour « caractériser l'esprit dans son rapport à ses objets, mais dans son rapport au futur ». Par contiguïté l'intentionnalité pourra se charger du sens latin d'intentio, c'est-à-dire pensée, concept, idée, signification. Elle va traduire aussi le grec logos, au sens de forme (comme dans l'expression « l'intention d'une chose », intentio rei) et de formule (comme dans l'expression : « l'intention d'homme » est animal-raisonnable-mortel-bipède). Thomas d'Aquin usera de cette polysémie et fera de l'intentio, dans le domaine intellectuel, la notion de la chose telle qu'elle est connue et appréciée par l'intellect, c'est-à-dire sa représentation.

## Penseurs du concept

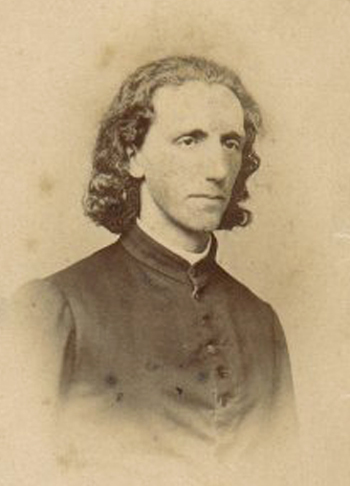
Portrait de Franz Brentano.

### Brentano
Au début du XXe siècle, Franz Brentano, remet le concept d'intentionnalité au centre de la pensée philosophique. Pour Franz Brentano, l'intentionnalité est le critère permettant de distinguer les « faits » psychiques des « faits » physiques : tout fait psychique est intentionnel, c'est-à-dire qu'il contient quelque chose à titre d'objet, bien que ce soit toujours d'une manière différente (croyance, jugement, perception, conscience, désir, haine, etc.) Le Dictionnaire des concepts constate que cette exclusivité est contestée par certains, au motif que tous les verbes transitifs, psychologiques ou non, possèdent les mêmes traits. Les verbes « chauffer » et « découper » qui ne sont pas des verbes psychologiques impliquent un objet qui soit chauffé ou découpé. « Autrement dit, que toute conscience soit conscience de quelque chose nous renseigne moins sur une caractéristique fondamentale de la conscience, son intentionnalité supposée, que sur une distinction entre deux types de verbes »,. Loin d'être un simple critère formel, Husserl dans la Krisis, reconnaît « l'extraordinaire mérite que s'est acquis Brentano, pour avoir commencé sa tentative de réforme de la psychologie par une recherche des caractères propres du psychique (par opposition avec le physique) et pour avoir démontré que l'un de ses caractères est l'intentionalité, en somme pour avoir montré que la science des « phénomènes psychiques » a toujours et partout affaire aux vécus de la conscience ».

### Husserl

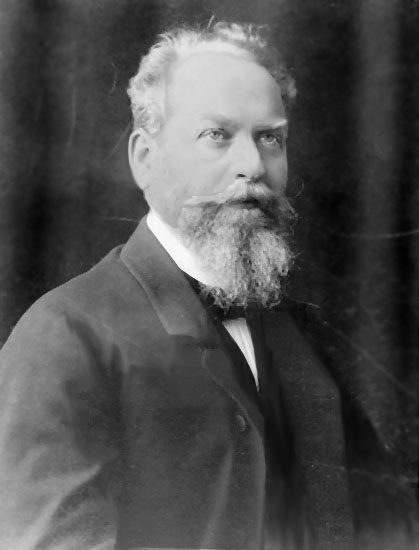
Edmund Husserl en 1900.

Pour Edmund Husserl, « ce qui devient problématique, c’est la possibilité, pour la connaissance, d’atteindre un objet qui pourtant est en soi-même ce qu’il est ».
Husserl critique chez Brentano  la distinction entre perception externe et perception interne, qui pour lui conduit à consolider le dualisme, avec le risque d'aligner la perception interne sur la perception externe et de faire du vécu un  « objet mental ».  Husserl met en évidence la multiplicité des modes intentionnels qui gouvernent notre relation au monde : pensée, perception, imagination, volonté, affectivité, impression, rêve, etc. sont tous des modes différents par lesquels notre subjectivité opère.
L'intentionnalité devient un « vécu », « une réalité psychique », elle est à comprendre, à la fois comme visée (direction, fléchage) mais aussi « comme une donation » de sens. De plus, comme le note Paul Ricœur, dans le processus phénoménologique l'intentionnalité prend deux sens : avant la réduction elle est une rencontre ; après, elle est une constitution. 
L'analyse intentionnelle, telle que définie au § 20 des Méditations cartésiennes, est l'opération qui consiste à « dévoiler les potentialités impliquées dans les actualités de la conscience, et donc d'expliciter, par leur dévoilement intuitif, les autres modes d'apparition intentionnelle qui sont co-impliqués […]. De ce fait, l'analyse intentionnelle est déjà une analyse de la constitution de l'objet », écrit Jean-François Lavigne.
Là où Husserl rejoint Brentano c'est que « le terme « intentionnalité » définit le fait que des états mentaux, tels que percevoir, croire, désirer, craindre, et avoir une intention (pris au sens courant), se réfèrent toujours à quelque chose. Ils sont toujours dirigés vers un certain objet sous une certaine description, peu importe que cet objet existe ou non à l'extérieur de ces états mentaux. Le contenu intentionnel ou représentationnel de ces états est la caractéristique mentale rendant possible cette directionalité », écrit Hubert Dreyfus. 
Dans les Leçons pour une phénoménologie de la conscience intime du temps Husserl donne la précision suivante : « Nous trouvons dans toute conscience un contenu immanent, celui-ci est , quand il s'agit des contenus qu'on nomme apparition, soit apparition d'un être individuel (d'un objet temporel externe), soit apparition d'un intemporel. Par exemple dans l'acte de juger j'ai l'apparition « jugement », à savoir comme unité temporelle immanente, et en elle apparaît le jugement au sens logique […] ce que nous nommions dans les Recherches logiques acte ou vécu intentionnel  est un flux en qui se constitue une unité temporelle immanente (le jugement, le souhait,etc), qui a sa durée immanente et qui avance éventuellement plus ou moins vite ».
Entre Husserl et son élève Heidegger, l'intentionnalité et son interprétation auraient constitué, selon Hubert Dreyfus, le véritable enjeu.

### Heidegger

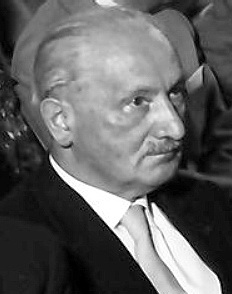
Heidegger en 1960.

L'argument le plus radical qu'oppose Heidegger à ses prédécesseurs est que cette définition de l'intentionnalité présuppose , une « intentionnalité » plus fondamentale, non dite, qu'il va s'attacher à porter au jour. 
Heidegger soutient que les êtres humains (les Dasein) se rapportent aux « étants » à travers l'expérience quotidienne (l'activité pratique corporelle est le mode fondamental par lequel le sujet prête sens aux objets), activité qui suffit à ouvrir le monde délaissant ainsi la vision traditionnelle et husserlienne de « vécus intentionnels », c'est-à-dire le recours à des actes de reconnaissance psychiques. L'intentionnalité n'est plus conçue comme un acte psychique visant une individualité. Dans la pensée heideggérienne, l'intentionnalité sans contenu mental auto-référentiel caractérise le mode non contraint de l'activité quotidienne du Dasein, alors que l'intentionnalité des états mentaux est un mode dérivé, et  que ces deux modes de directionalité (transcendance ontique) présupposent une transcendance plus originaire : qui sera dans sa pensée « l'être-au-monde »,.
Si Heidegger conçoit que la directionalité intentionnelle soit essentielle à l'activité humaine, « il refuse par contre de lier l'intentionnalité au mental, et donc qu'elle soit, telle que Husserl le prétend (à la suite de Brentano), la caractéristique distinctive des états mentaux ».  « Il cherche à montrer que le commerce de l'agir quotidien est le mode premier de l'activité humaine et que les états mentaux ayant un contenu intentionnel ne sont pas nécessaires pour qu'un tel commerce ait lieu et parce que tout agir dirigé vers quelque chose présuppose un arrière-plan de familiarité quotidienne dont on ne peut rendre compte en termes intentionnels », écrit Hubert Dreyfus cité par Denis Fisette.
Hubert Dreyfus remarque, que le système de Husserl présuppose dans la lignée de Kant, la mise en œuvre d'une « synthèse » mentale pour recevoir et unifier la succession des perspectives visuelles (les « esquisses ») lorsque l'on tourne mentalement autour de l'objet, c'est-à-dire que pour Husserl la théorie précède la pratique. Avec Heidegger « plutôt que de percevoir tout d'abord des aspects, pour ensuite les synthétiser en objets et finalement assigner une fonction à ceux-ci en se basant sur leurs propriétés physiques, nous manipulons habituellement des « outils » (au sens heideggérien) ayant déjà une signification dans un monde structuré en termes de finalité ».
Pour éviter tout danger de retour au dualisme sujet/objet, Heidegger privilégie, le terme de « comportement » (manière d'être de l'être humain vis-à-vis des choses) en lieu et place du terme « intentionnalité ». Le comportement ou l'intentionnalité concerne non plus les actes de la conscience mais l'activité humaine en général ; l'intentionnalité n'est plus attribuée à la conscience mais au Dasein. Dans cette vision la connaissance n'est plus considérée comme fondamentale, « la relation est fondée sur une pré-compréhension de l'être des étants. Cette compréhension de l'être assure premièrement la possibilité aux étants de se manifester eux-mêmes en tant qu'étants » écrit Heidegger cité par Hubert Dreyfus. Ainsi, la façon traditionnelle de rendre compte de l'intentionnalité quotidienne négligerait un mode d'être plus fondamental.
L'intentionnalité, dans sa forme traditionnelle, restera le concept clé de la phénoménologie et de l'existentialisme au long du XXe siècle. Jean-Paul Sartre par exemple, s'inspire largement de ce concept, qu'il considère comme étant « l'idée fondamentale de la phénoménologie », comme « éclatement au monde ».

## Contours et significations du concept
Comme le remarque le Husserl de la Krisis, dans la vie de conscience on ne trouve pas de « data-de-couleur », (des faits), de « data-de-son », de « data-de-sensation », mais on trouve ce que déjà Descartes découvrait, le cogito, avec ses cogitata, autrement dit l'intentionnalité, je vois un arbre, j'entends le bruissement des feuilles, c'est-à-dire, non un objet dans une conscience mais une « conscience de ». Toute conscience est « conscience de quelque chose ». Hubert Dreyfus  écrit « tel qu'utilisé par Franz Brentano et ensuite par Husserl, le terme « intentionnalité » définit le fait que des états mentaux, tels que percevoir, croire, désirer, craindre, et avoir une intention (pris au sens courant), se réfèrent toujours à quelque chose ». Pour Husserl, il s'agit de penser le « vécu de conscience » comme une intention, la visée d'un objet qui demeure transcendant à la conscience. C'est pourquoi on relève chez Husserl une double intentionnalité : « l'intentionnalité dite transversale, dans laquelle se constitue l'« objet temporel » comme le Son, et l'intentionnalité longitudinale dans laquelle la conscience rétentionnelle (développée dans « Les Leçons sur le temps »), est consciente de sa propre durée ». Comme le souligne Renaud Barbaras « on a donc affaire ici à une classe de vécus caractérisés par ceci qu'ils visent un objet sur un mode qui leur est propre, qu'ils comportent en eux-mêmes  la relation à l'objet, c'est-à-dire qu'ils renferment intentionnellement l'objet [...] toute la difficulté est de penser cette relation ».
Il y a aussi dans le concept d'« intentionnalité », l'idée d'un fléchage vers un objet transcendant. Comme le remarque Dan Zahavi, « la directionalité d'un acte vers l'objet n'implique pas que deux entités séparées soient données, l'objet et l'acte ». À ce point de vue , Husserl s'inscrit encore dans l'interprétation traditionnelle comme quoi la théorie précède la pratique et que la perception et l'action impliquent l'activité mentale. Hubert Dreyfus relève, sur ce sujet, l'opposition entre Husserl et Heidegger. Pour ce dernier « l'activité pratique corporelle est le mode fondamental par lequel le sujet prête sens aux objets (avant théorisation) [...]  l'action et la manipulation d'outils ayant déjà une signification dans un monde structuré en termes de finalité ».
Dans cette conception il n'y a plus deux choses, une chose transcendante, l'objet réel, et une autre immanente à la conscience qui serait comme un objet mental, mais une seule et même chose, l'objet en tant qu'il est visé par la conscience. « D'un point de vue phénoménologique, il y a seulement l'acte et son « corrélat » intentionnel objectif ; « être objet n'est pas un caractère positif, ni une espèce particulière de contenu, cela désigne seulement le contenu comme corrélat intentionnel d'une représentation ». Le philosophe Jan Patočka élargit le propos en affirmant que « le rapport entre les actes intentionnels et leurs objets ne peut être reconverti à des relations eidétiques purement objectives » et que  toute relation aux autres ou au monde est de l’ordre d’une « visée » qui qualifie tout ce qui relève de la sensation, de la perception puis du jugement.
Husserl distingue dans la Krisis, des « intentionnalités conscientes et des intentionnalités inconscientes ». Même élargie, à travers la notion d'« intentionnalité d'horizon », il reste une intentionnalité inconsciente qui participe de la vie d'ensemble et en détermine le fonctionnement. 
Emmanuel Levinas souligne l'originalité de cette reprise moderne du concept d'intentionnalité et résume « c'est le rapport à l'objet qui est le phénomène primitif et non pas un sujet et un objet qui devrait arriver l'un vers l'autre ». En foi de quoi le thème de la saisie de l'objet par la conscience qui motive les théories de la connaissance s'avère définitivement être un faux problème. Emmanuel Housset souligne l'importance de ce concept : « la phénoménologie , à partir de l'idée d'intentionnalité, et donc à partir du refus de poser d'emblée une séparation entre intériorité et extériorité met fin à toute une époque de l'histoire de la philosophie qui va de Descartes à Kant et ouvre à des possibilités infinies de description du monde »
Rudolf Bernet signale chez Maurice Merleau-Ponty une accentuation « d'intérêt pour une intentionnalité qui précéderait la représentation objectivante ( voir sur ce sujet le Corps propre), sa critique de l'intellectualisme et de la philosophie réflexive ».

## Intentionnalité et intensionnalité
Les philosophes analytiques ont essayé de rapprocher l'intentionnalité du concept linguistique d'intensionnalité (avec un S), qui est une caractéristique de certaines propositions : les propositions intensionnelles (par opposition aux propositions extensionnelles) ne satisfont pas certaines règles de substituabilité extensionnelle. Ainsi, de façon similaire à ce qu'explique Gottlob Frege dans son célèbre article Sens et dénotation, « Pierre croit que la Corse est au sud de la France » n'est pas équivalent à « Pierre croit que l'île de Beauté est au sud de la France » si Pierre ignore que l'île de Beauté est la Corse.
Toutefois, ce rapprochement a été critiqué, notamment par John Searle. En effet, l'intensionnalité est un critère linguistique qui concerne des propositions, c'est-à-dire une façon d'exprimer les choses, alors que l'intentionnalité caractérise des phénomènes. Un état intentionnel peut être exprimé extensionnellement, et un fait extensionnel peut être exprimé intentionnellement (exemple : dans « 9 est nécessairement supérieur à 5 », on ne peut remplacer « 9 » par « le nombre des planètes du système solaire » ; c'est donc une proposition intensionnelle qui ne concerne pas un fait intentionnel).